# غاري أرنولد
غاري أرنولد (بالإنجليزية: Gary Arnold)‏ هو لاعب كرة قدم أسترالية أسترالي، ولد في 5 ديسمبر 1943.

## وصلات خارجية
- غاري أرنولد على موقع AustralianFootball.com (الإنجليزية)
- غاري أرنولد على موقع AFLtables.com (الإنجليزية)